# 青柳亮生
青柳 亮生（あおやぎ あつき、1999年12月7日 - ）は、日本の男性プロレスラー。長野県松本市出身。全日本プロレス所属。
実兄は同じく全日本プロレスに所属する青柳優馬。

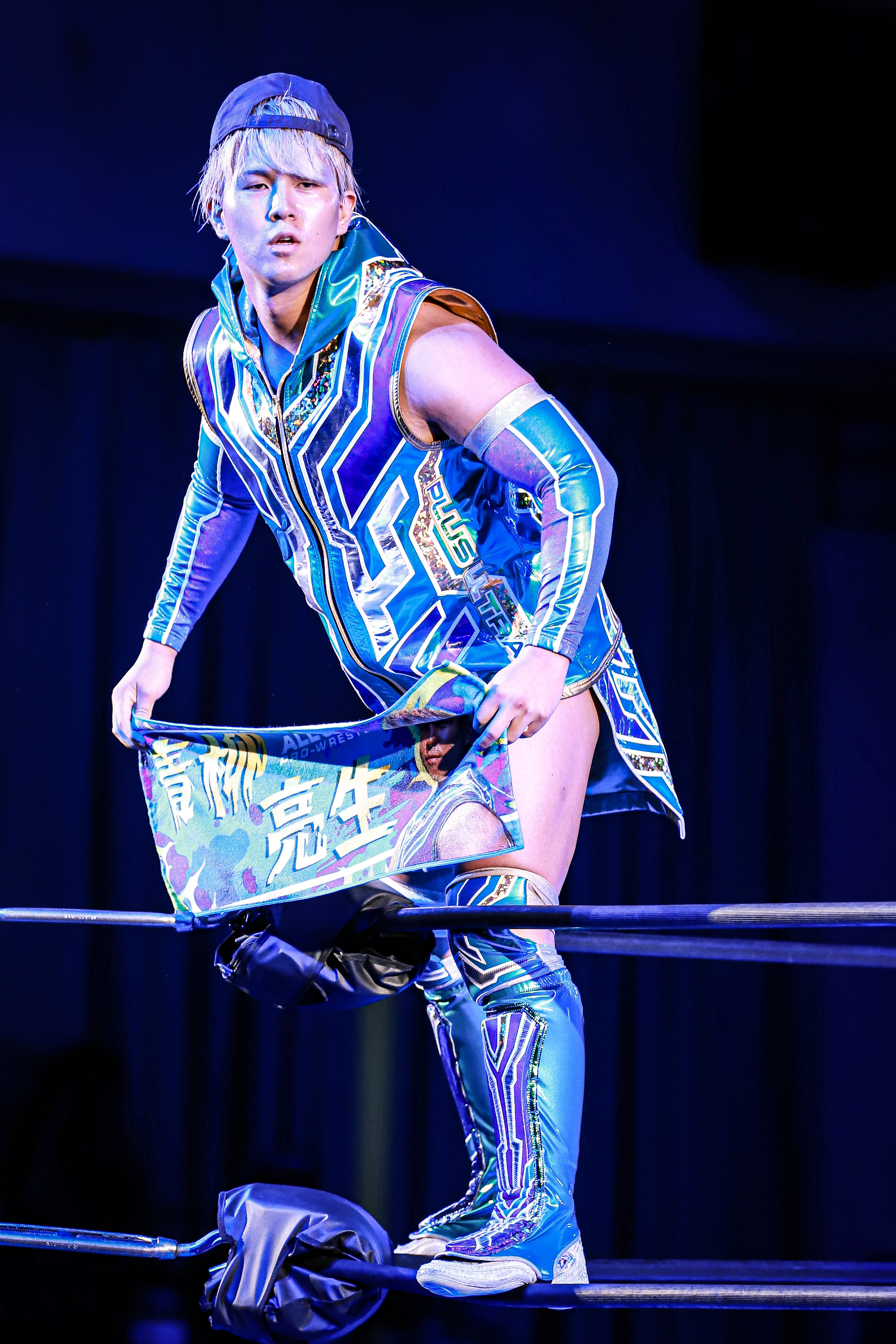
2023.08.23 GLEATx AJPW 後楽園ホール 青柳亮生選手

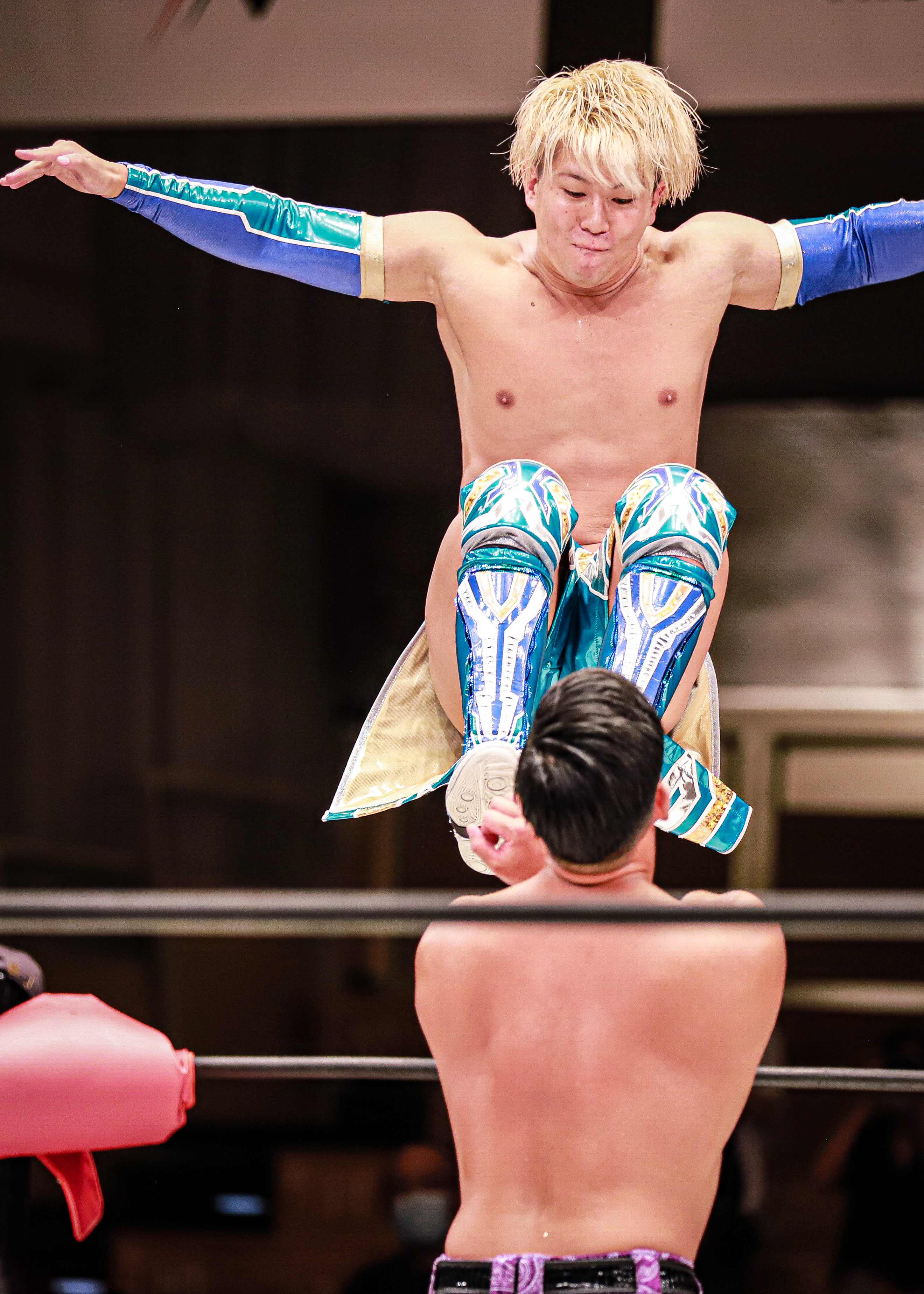
2023.08.23 GLEATx AJPW 後楽園ホール 青柳亮生選手

## 経歴
入門前にサッカーを7年、陸上を3年経験。兄・優馬の活躍を見てプロレスラーを志し、長野県田川高等学校卒業後、2018年4月1日に全日本プロレスに入門。

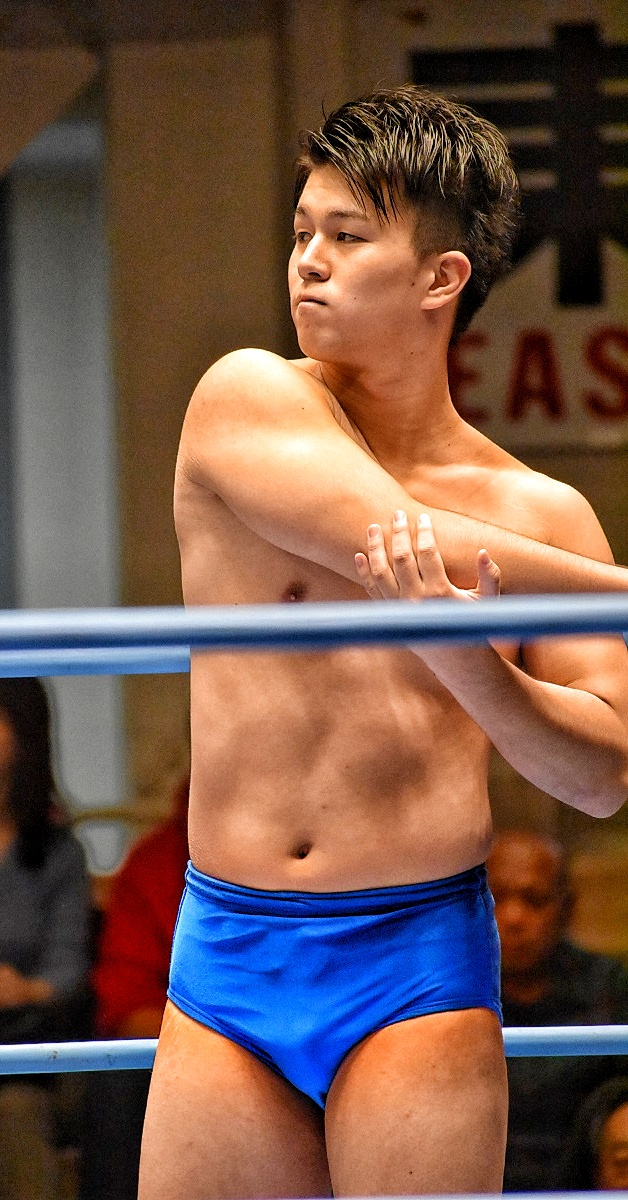
2019年11月

2019年1月2日、後楽園ホール大会で田村男児とタッグを組み青木篤志&佐藤光留との試合でデビュー。9分11秒、逆エビ固めで亮生が敗れた。同年3月10日には早くも兄弟シングル対決が実現した（結果は兄・優馬の勝利）。
2020年1月17日、左手第二第四中手骨骨折により欠場を発表。いったんは治癒し、20年ぶりに開催されるあすなろ杯争奪リーグ戦へのエントリーと3月23日の復帰戦が決まるが、練習中に再び左手を痛め復帰が延期となった。その後、6月7日の無観客興行「全日本プロレス中継 2020 #6 〜魔王降臨〜」にて復帰。新型コロナウイルス感染拡大の影響で7月に延期されたあすなろ杯にも改めて参戦したが、全敗に終わった。
あすなろ杯に出場した他選手が次々と所属ユニットを決める中、亮生も実兄の優馬と行動を共にすることを表明する。自身の方向性を飛び技に見出し、亮生も夏以降次々と大技を披露していった。岩本煌史の持つ世界ジュニアヘビー級王座に挑戦を表明し10月24日、新コスチュームに身を包み岩本との選手権試合に臨むが、結果は亮生の惜敗となった。年末にワンデートーナメント形式で開催されたJr. TAG BATTLE OF GLORYには、ライバルのライジングHAYATOとのコンビで出場し準優勝。翌2021年1月10日にはHAYATOとの一騎討ちで互いを認め合い、さらには宮原健斗と兄の優馬の勧誘を受けHAYATOともどもNEXTREAMに加入した。
2022年6月19日の大田区総合体育館大会にて、亮生はHAYATOとのシングルに勝利し試合後HAYATOと袂を分かつことを宣言。さらに試合後、優馬がVOODOO-MURDERSに襲撃されたところを救出し、5月にNEXTREAMを脱退した兄に続き亮生もNEXTREAMの脱退と優馬と行動を共にする旨を表明した。優馬はジェイク・リーと共闘しており、亮生も以降はジェイクや北斗と共闘の機会が増える。
同年9月18日の日本武道館大会において、世界ジュニアヘビー級王者のタイガーマスクを破り初のタイトルを手にした。
2023年3月1日開催の『ジュニア夢の祭典 〜ALL STAR Jr. FESTIVAL 2023〜』ではメインイベントを務めるも、マスター・ワトに敗れた。
5月29日全日本プロレス後楽園ホール大会にて、自らが世界ジュニアヘビー級王座を奪われた王者・土井成樹に挑戦。見事王座を奪還する。
6月9日、ALL TOGETHER AGAIN両国国技館大会では新日本プロレス・全日本プロレス・プロレスリング・ノアのジュニアヘビー級選手が2名ずつ集まった6人タッグマッチに出場。十八番のファイヤーバード・スプラッシュでライジングHAYATOから勝利を収め、相手チームのマスター・ワトとの再戦をアピールした。
7月9日、プロレスリング・ノアの東京たまみらいメッセ大会にスーツ姿で現れ、GHCジュニアヘビー級王座への挑戦をアピール。王者であるHAYATAが挑戦を受諾し、7月20日の新宿FACE大会にてタイトルマッチが実現するも敗退し亮生の王座奪取はならなかった。
2024年2月20日、試合中に左前十字靱帯・半月板・内側側副靭帯損傷のケガを負い、約10か月間欠場。同年大晦日の国立代々木競技場第二体育館大会にて復帰。

## 得意技
ムーンサルトプレス
2020年8月30日に初公開。
ファイアーバード・スプラッシュ
2020年9月21日に初公開。
ドロップキック
ミサイルキック
亮生の場合は、スワンダイブ式で放つ場合が多い。
ハウザーインパクト
フィッシャーマン式スパインボム。ライジングHAYATOとのタッグの場合は、二人で技をかける。
トルニージョ
フィッシャーマンズ・スープレックス
延髄斬り
ハンドスプリングレッグラリアット
ハンドスプリングからレッグラリアットを放つ技。

## タイトル歴
全日本プロレス
- 世界ジュニアヘビー級王座（第63代、第65代、第72代）
- アジアタッグ王座
第126代（パートナーは青柳優馬）
- Jr. BATTLE OF GLORY 優勝（2022年）
- ゼンニチJr.フェスティバル 優勝（2025年）
- 新春バトルロイヤル 優勝（2025年）

天龍プロジェクト
- 天龍プロジェクト認定UNタッグ王座
初代（パートナーは青柳優馬）

## 入場テーマ曲
- 「LASER LIGHT」tA2
- 「ピースサイン」米津玄師

## エピソード
- 目標の選手は実兄である青柳優馬[3]。将来の目標には世界ジュニアヘビー級王者を挙げており[6]、2022年に実現させた。
- 運動神経には定評があり、同期の大森北斗・田村男児と比べても抜きんでていた[4]。亮生の師匠である秋山準が、亮生が軽々とバック宙する動画を公開したこともある[24]。
- 2020年2月22日、同期の北斗・田村とパワフル系YouTuber「ノータップス」を結成。自身の得意技から動画内では「ドロップ」を名乗っている。
- 好きな漫画は『僕のヒーローアカデミア』。
- 試合開始前、入場時に着ていたTシャツを素早く綺麗に畳む点が注目されており、ファンがTwitterに投稿した動画が4000リツイート・7000いいねを得て「バズる」事態となった[25]。